# Anisakis ziphidarum
Anisakis ziphidarum is een rondwormensoort uit de familie van de Anisakidae. De wetenschappelijke naam van de soort is voor het eerst geldig gepubliceerd in 1988 door Paggi, Nascetti, Webb, Mattiucci, Cianchi & Bullini.